# Nordnes (Bergen)

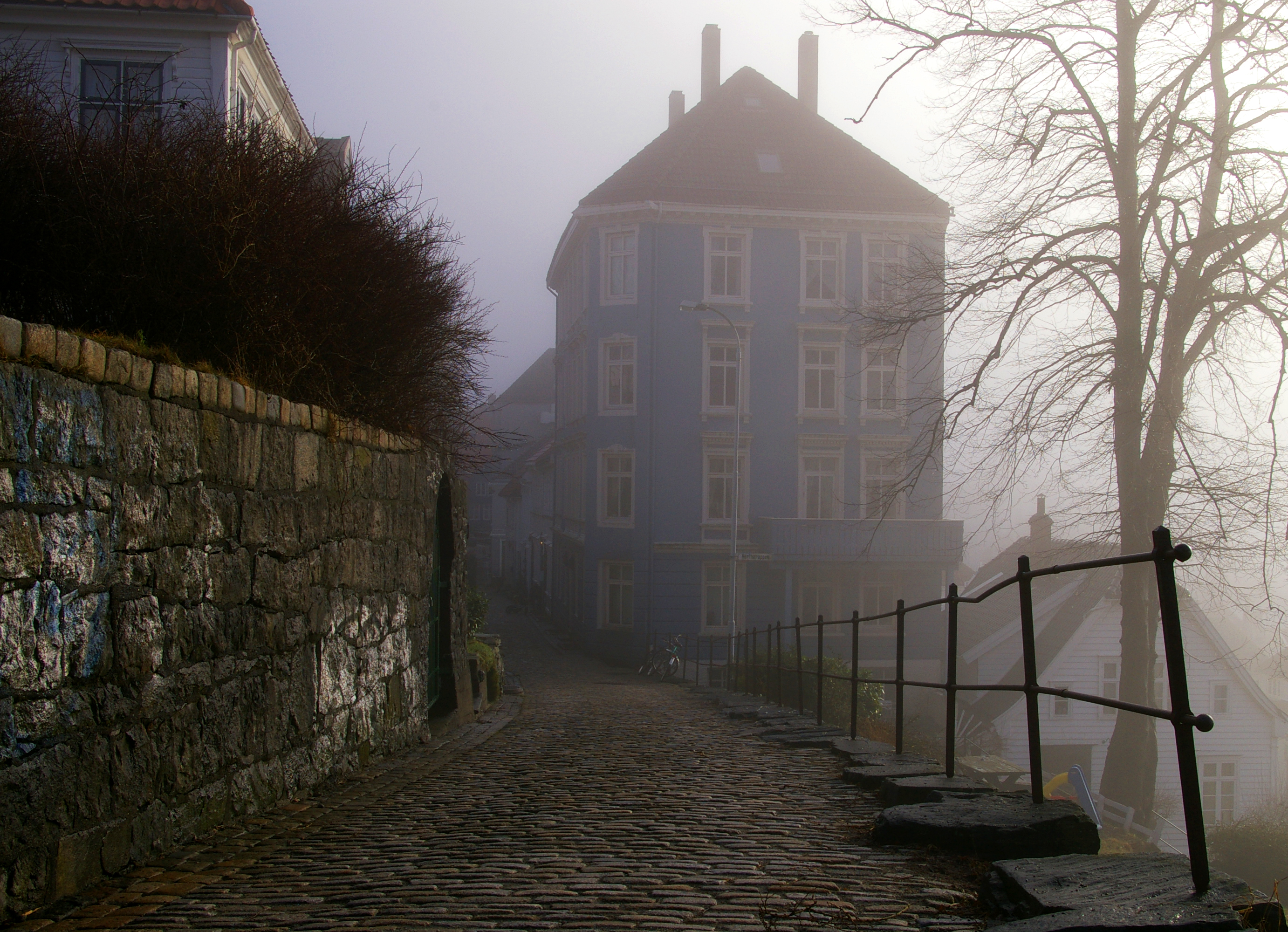
Galgebakken op Nordnes

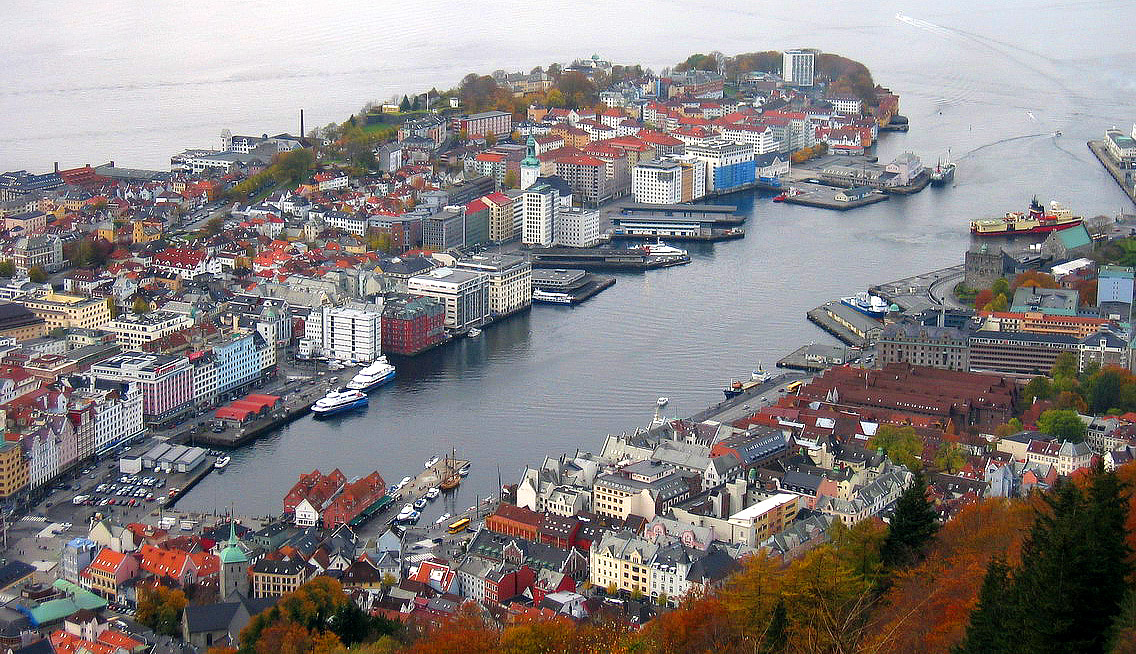
Uitzicht op het centrum van Bergen vanaf de berg Fløyen. Links boven op de foto is bijna het gehele schiereiland Nordnes zichtbaar. In het midden van de foto de baai Vågen

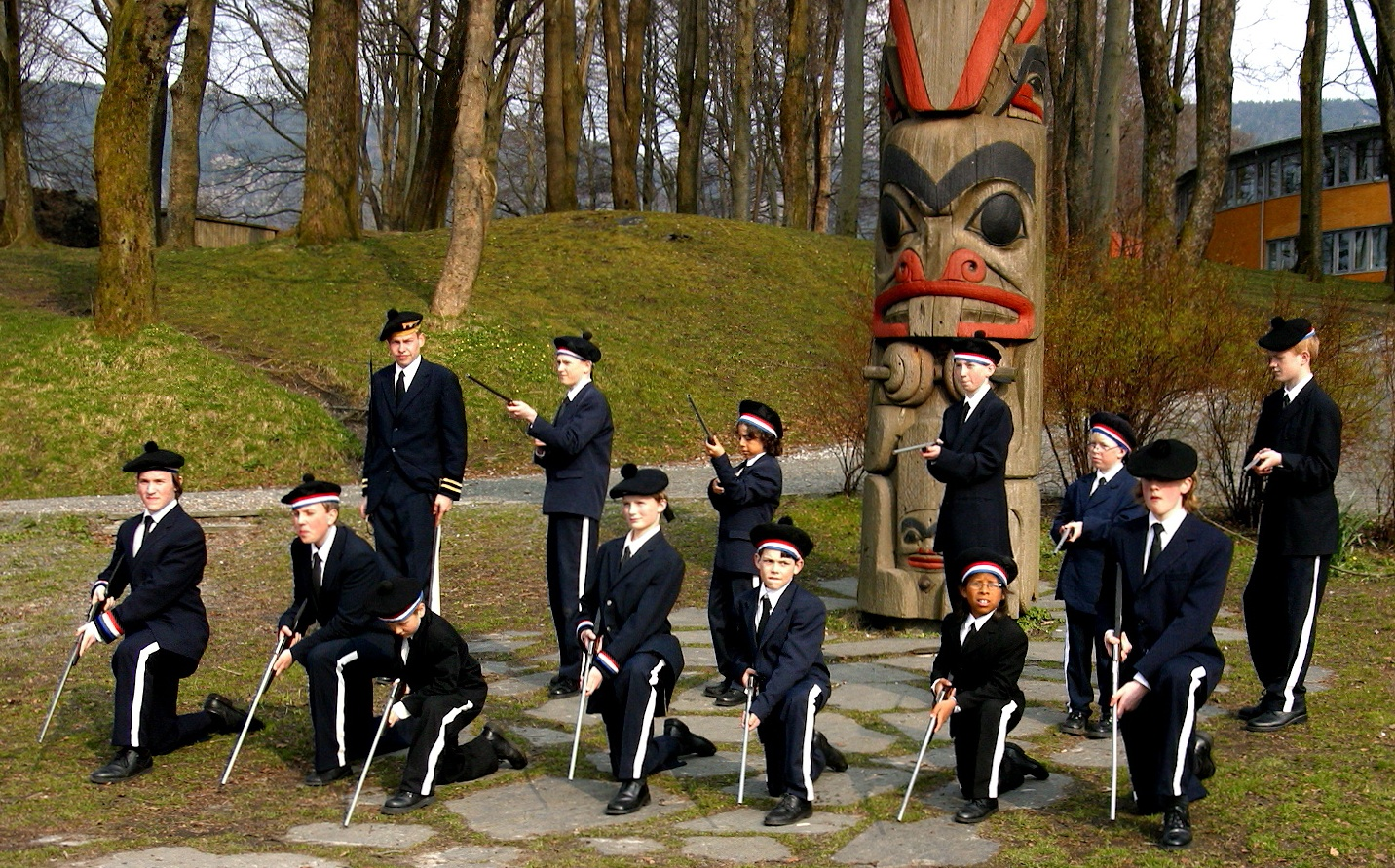
Nordnæs Bataillon, een buekorps ("boogschutterskorps"), naast de totempaal in Nordnes Park

Nordnes is een schiereiland en wijk in het historische centrum van de stad Bergen in Noorwegen. De wijk Nordnes beslaat ongeveer de helft van het gelijknamige schiereiland. De rest van het schiereiland wordt ingenomen door de wijken Strandsiden en Verftet en een deel van de wijk Nøstet.
Feitelijk is Nordnes een kleine heuvelrug; het hoogste punt van het schiereiland ligt op 43 meter boven zeeniveau. Aan de oostkant van Nordnes ligt de baai Vågen met de oude haven van Bergen. Veerboten varen heen en weer over Vågen, tussen Nordnes en Bryggen. Aan de westkant van Nordnes is de Puddefjord.
Op de (noordelijke) kop van het schiereiland ligt Nordnes Park (aangelegd in 1888-1898) met een zwembad in zee en een totempaal, een geschenk van de Amerikaanse zusterstad Seattle. Ook bevindt zich hier het aquarium van Bergen en het zeeonderzoeksinstituut (Havforskningsinstituttet) van de Universiteit van Bergen.
Op de kop van Nordnes, een strategische plek die de ingang tot de haven van Bergen bewaakt, bevindt zich ook het 17e-eeuwse Fredriksberg fort. Het fort heeft zijn militaire functie verloren en wordt nu gebruikt als hoofdkwartier van Nordnæs Bataillon, een buekorps ("boogschutterskorps"), een uniek Bergense traditie waarbij kinderen met nepwapens door de straten marcheren. Ook vormt een deel van het fort nu deel van Nordnes Park. Naast Fredriksberg werd in 1666 een tweede vesting op Nordnes gebouwd, Katten genaamd.
SK Galgen, een in 2007 opgerichte voetbalclub op Nordnes, is vernoemd naar de galg die in de middeleeuwen op Nordnes stond. Een andere voetbalclub op Nordnes is Nordnes Idrettslagen (IL).
Het Nederlands-Noorse schip MV Nordnes is vernoemd naar het Bergense schiereiland. Op 19 januari 2004 kapseisde dit schip, waarbij 18 bemanningsleden omkwamen.

## Geschiedenis
De oudste bewoning van Nordnes stamt uit de 12e eeuw, toen het benedictijnse Munkelivklooster op het schiereiland gevestigd werd. Het klooster werd in 1531 gesloten en brandde in 1536 af. Het gebied op Nordnes waar het klooster stond wordt nog steeds Klosteret ("het klooster") genoemd. Tijdens archeologische opgravingen op het voormalige kloosterterrein in 1836 werd een standbeeld van koning Øystein I (1088-1123) gevonden, het oudst bekende portret van een Noor. Het beeld bevindt zich nu in Bergen Museum.
In de middeleeuwen was de westelijke kant van het schiereiland een kroondomein en mocht er niet gebouwd worden. Pas in de 14e eeuw werden de eerste huizen op Nordnes gebouwd, en pas in de 17e eeuw werd het hele schiereiland volgebouwd. Tijdens een grote brand in 1701 verdween een groot deel van de bebouwing aan de oever van Vågen. De moderne bebouwing langs de oever van Vågen is te danken aan deze brand.
De middeleeuwse aartsbisschop van Bergen had zijn zetel op Nordnes. Archeologische opgravingen hebben aangetoond dat de residentie in de tweede helft van de 13e eeuw gebouwd werd. Op de ruïne van de aartsbisschopsresidentie werd in 1622 een kerk gebouwd, Nykirken ("nieuwe kerk"). De kerk werd een aantal keer getroffen door brand en weer opnieuw opgebouwd: in 1623, 1756 en 1800. Ook de explosie van een Nederlands schip in de baai Vågen in 1944 veroorzaakte zware beschadigingen aan de kerk.
De heuvel Galgebakken op Nordnes verwijst naar een plaats op het schiereiland waar een galg stond. Waarschijnlijk was de plek al in de 12e eeuw in gebruik als executieplaats. Volgens de saga van Magnus Erlingsson, neergeschreven in de Heimskringla, werd hier in de jaren 1170 het hoofd afgehakt van een troonpretendent die beweerde een zoon van Sigurd I te zijn. In de 16e eeuw werd hier een aantal mensen terechtgesteld voor hekserij.